# Великий Лондон
Вели́кий Ло́ндон (англ. Greater London) — регіон та графство в Англії. До Великого Лондона належить столиця Сполученого королівства місто Лондон. Населення — 8 899 375 осіб (2018). Густота населення — 5437/км². Площа — 1569 км².

## Загальний опис
Великий Лондон — адміністративна область в Англії, що межує з Лондонським регіоном, що охоплює більшу частину безперервної міської території Лондона. Вона містить 33 райони місцевого самоврядування: 32 лондонські боро, які утворюють церемоніальне графство, яке також називають Великим Лондоном, та Лондонське Сіті. Адміністрація Великого Лондона відповідає за стратегічне місцеве самоврядування в регіоні, а регулярне місцеве самоврядування є відповідальністю міських рад та Корпорації Лондонського Сіті. Великий Лондон межує з церемоніальними графствами Гертфордшир на півночі, Ессекс на північному сході, Кент на південному сході, Суррей на півдні та Беркшир і Бакінгемшир на заході.
Великий Лондон має площу 1572 км² (607 кв. миль) та, за оцінками, 8 866 180 осіб у 2022 році. Церемоніальне графство Великого Лондона лише трохи менше, його площа становить 1569 км² (606 кв. миль), а населення становило 8 855 333 особи у 2022 році. Територія майже повністю урбанізована та містить більшу частину забудованої території Великого Лондона, яка простягається на Гертфордшир, Ессекс, Кент, Суррей та Беркшир, а у 2011 році населення становило 9 787 426 осіб. Жодна з адміністративних областей, регіонів чи церемоніальних графств не має статусу міста, але його мають як Лондонське Сіті, так і Вестмінстер. Територія історично була частиною Міддлсекса, Ессекса, Суррея, Кента та Гертфордшира.
Річка Темза є визначальною географічною особливістю цієї території, яка впадає в неї поблизу Гемптона на заході та тече на схід, перш ніж витікати нижче за течією від Дагенхема. Кілька приток Темзи протікають через цю територію, але зараз здебільшого вони водопропускні та є частиною лондонської каналізаційної системи. Земля безпосередньо на північ і південь від річки рівнинна, але далі піднімається до невисоких пагорбів, зокрема Гемпстед-Гіт, Шутерс-Гілл і Сіденхем-Гілл. Найвища точка району — Вестерхем-Хайтс (245 м (804 фути)), частина Норт-Даунс. На північному сході ця територія містить частину Еппінг-Форест, стародавнього лісу.
Лондонське Сіті мало власний уряд з англосаксонського періоду. Першим прямим обраним місцевим органом влади в Лондоні була Лондонська окружна рада, створена для графства Лондон у 1889 році, яка охоплювала ядро міської території. У 1965 році графство було скасовано та замінено Великим Лондоном, дворівневою адміністративною територією, якою керували Рада Великого Лондона, тридцять два лондонські боро та Корпорація Лондонського Сіті. Рада Великого Лондона була скасована в 1986 році, а її обов'язки значною мірою перейняли боро. Управління Великого Лондона було сформовано в 2000 році.